# Microsoft cabinet file
CAB significa Microsoft cabinet file, é um formato de compactação de arquivos para distribuição de softwares.
Em informática, CAB (abreviatura de Cabinet) é o formato nativo de ficheiros comprimidos da Microsoft Windows. É utilizado numa variedade de motores de instalação da microsoft: Setup API, Device Installer, AdvPack (para a instalação de componentes ActiveX do Internet Explorer) e Windows Installer. Originalmente foi chamado Diamond.